# كيورا كيغو
كيورا كيغو (باليابانية: 清浦 奎吾 كيغو كيورا) (14 فبراير 1850 - 5 نوفمبر 1942) سياسي ياباني شغل منصب رئيس الوزراء الياباني الثالث والعشرون بين 7 يناير 1924 إلى 11 يونيو 1924.